# 汪志斌
汪志斌（1963年2月—），男，江西彭泽人，中国共产党党员，中国人民解放军高级军官，中将军衔，第十四屆全國人大代表。

## 生平
汪志斌是彭泽一中79届校友，曾长期服役于原南京军区，歷仼连长、教导员、团政治处主任、团长、团政委、旅政委，安徽省军区宣城军分区司令员，福建省军区海防13师政委。2015年任陆军第1集团军政治部主任。2017年3月，任第73集团军政治工作部主任。2018年4月，升任陸軍第81集團軍政委。另外，汪志斌曾赴安徽安庆指导抗洪救灾工作。2022年3月升任西部战区陆军政治委员。2023年12月，转任火箭军纪委书记。

## 晋升军衔
2016年7月，晋升少将军衔。2022年3月，晋升中将军衔。